# Erik Lund (skolemand)
 Der er flere personer med dette navn, se Erik Lund.
Erik Lund (11. januar 1902 i Korsør – 8. januar 1992) var en dansk rektor og historiker, far til Nils-Ole Lund.

## Uddannelse og karriere
Han var søn af læge Sigurd Anton Melbye Lund (1874-1918) og Ingeborg født Schaumburg-Müller (1876-1936). Lund blev student fra Sorø Akademi 1919, cand. mag. i historie, engelsk og tysk 1927 og fik samme år ansættelse som lærer ved Ribe Katedralskole, blev her adjunkt 1928, lektor 1944 og blev samme år rektor for Fredericia Gymnasium, hvilket han var til 1971. Han var desuden leder af Fredericia Aftenhøjskole 1944-54. Lund modtog et stipendium fra den amerikanske stat og studerede 1952 historieundervisningen ved en række amerikanske universiteter og colleges. Derudover var han på studierejser i Grækenland 1954, 1955 og 1960, i Jugoslavien 1959 og i Tyrkiet 1969.

## Politik og modstandsarbejde
Erik Lund var også politisk engageret; var formand for Dansk Fredsforenings Ribekreds 1937-44 og for Foreningen Nordens Ribeafdeling 1942-44 og leder af Foreningen Nordens lokalafdeling i Fredericia 1953-54.
Lund var leder af modstandsorganisationen Ringen for Ribekredsen 1942-44. I denne egenskab var han med til at beskytte Johannes Jensen og andre medlemmer af Lebeck-gruppen.

## Tillidshverv og hæder
Lund var desuden 1965-72 censor ved embedseksamen i historie ved universiteterne og ved Aarhus Universitet også i idéhistorie 1969-73. Han var formand for de kommunale gymnasiers rektorforening 1960-66. Han blev Ridder af Dannebrogordenen 1955 og Ridder af 1. grad 1966. 1981 blev han æresdoktor ved Odense Universitet for hans "omfattende og væsentlige historiske forfatterskab".
Lund blev gift 21. juni 1926 i København (borgerlig vielse) med cand. mag., adjunkt Oda Helene Nielsen (8. februar 1902 i Høsterkøb - 14. september 1988), datter af skomagermester Jens Kristian Julius Nielsen (1866-1946) og Marie Lovise Kristine Frederiksen (1877-1961).

## Forfatterskab
- Oversigt over historisk Stof. 1941.
- Verdenshistorie, 1948 (1 bind), 2. udgave (2 bind) 1958-59, senere udvidet med flere bind (5. udgave 1972, 6. udgave 1979).
- Fredericia 1650-1950. 1950
- De sidste 60 år, 1959.
- (sammen med Mogens Pihl og Johannes Sløk): De europæiske ideers historie, 1962 (oversat til engelsk, norsk og svensk, på engelsk også som lydbog for blinde)

Han var medredaktør af og medarbejder ved Den nye Salmonsen og medarbejder ved bl.a. Salmonsen Leksikon Tidsskrift og Atlas over Danmark